# Ahmadiago euphorbiae
Ahmadiago euphorbiae är en svampart som först beskrevs av Mundk., och fick sitt nu gällande namn av Vánky 2004. Ahmadiago euphorbiae ingår i släktet Ahmadiago och familjen Ustilaginaceae.   Inga underarter finns listade i Catalogue of Life.